# Barbara Gonzaga
Barbara Gonzaga (Mantova, 11 dicembre 1455 – Böblingen, 30 maggio 1503) fu una nobile mantovana e duchessa consorte del Württemberg.

## Biografia
Barbara detta "Barbarina" era figlia di Ludovico III Gonzaga, marchese di Mantova dal 1444 al 1478, e di Barbara di Brandeburgo. Suo nonno materno era Giovanni l'Alchimista, erede dell'elettore del Brandeburgo Federico I.
Il 12 aprile 1474 a Mantova venne data in sposa a Eberardo V di Württemberg detto "il Barbuto", che era succeduto nel 1459 al fratello Ludovico II di Württemberg-Urach, conte di Württemberg-Urach. Con queste nozze si consolidò la vocazione filogermanica, imperante all'epoca nella corte mantovana in quanto sostenuta dalla Marchesa Barbara, artefice altresì delle nozze tra il figlio ed erede Federico con la principessa bavarese Margherita. Nel mese di luglio Barbara abbandonò per sempre la corte di Mantova, trasferendosi nella sua nuova patria.
Con il matrimonio, Barbara divenne quindi contessa consorte di Württemberg-Urach e risiedette nel castello di Urach. Successivamente, grazie al trattato di Münsingen del 1482 che riuniva le due contee di Württemberg-Stoccarda e Württemberg-Urach, divenne nel 1495 la prima duchessa consorte di Württemberg.
Barbara non riuscì però a dare un erede maschio al ducato di Württemberg. In ventidue anni di matrimonio infatti mise al mondo soltanto una bambina, morta in fasce.
Oltre tutto, la duchessa non riuscì mai ad ambientarsi in Württemberg, la cui corte appariva arretrata se confrontata con quella mantovana. Nel corso della sua vita Barbara si augurò quindi di poter far ritorno nella sua città natale, ricongiungendosi alla propria famiglia. Ma questa speranza rimase sempre irrealizzata, anche dopo la morte del marito nel 1496. Tuttavia, fu proprio Barbara ad introdurre nel Ducato, grazie all'influenza da lei esercitata sul consorte, la cultura rinascimentale italiana.
Eberardo divenne un entusiasta ammiratore della cultura italiana, a seguito dell'ispirazione fornitagli dalla moglie; fondò, nel 1477, l'università di Tubinga, una delle più importanti della Germania.
Quando Eberardo morì, a Tubinga il 25 febbraio 1496, al ducato succedette suo nipote Eberardo II.
Barbara fu sepolta nella chiesa del convento domenicano di Kirchheim unter Teck. Durante la demolizione del convento nel 1537, i suoi resti vennero però dispersi.

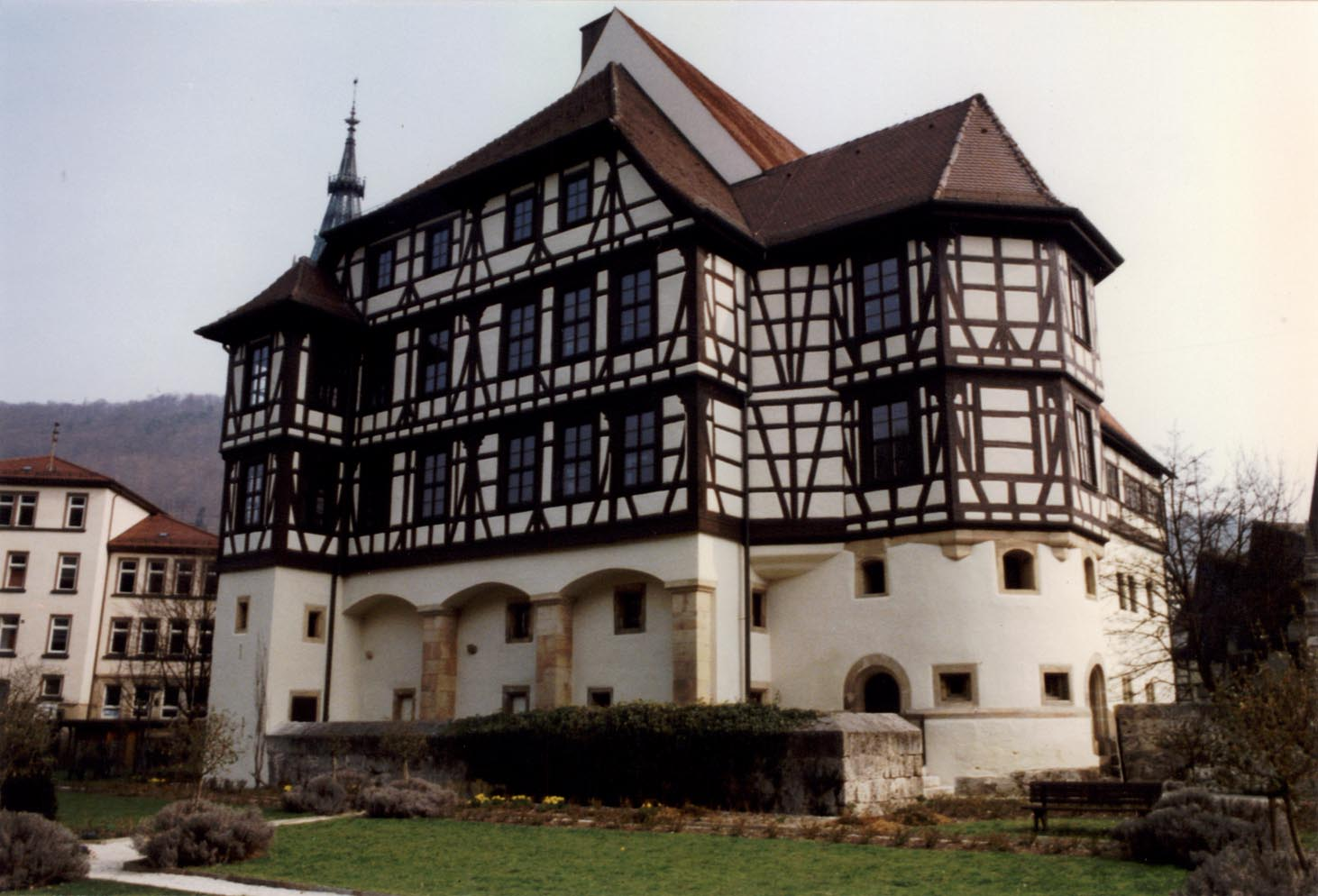
Castello di Urach

## Discendenza
Barbara ed Eberardo ebbero una bambina:
- Barbara (Bad Urach, 2 agosto 1475-dopo il 15 ottobre 1475).

## Ascendenza
|                                |                           |                                    | Genitori                           |  |  | Nonni |  |  | Bisnonni            |  |  | Trisnonni           |  |
|                                |                           |                                    |                                    |  |  |       |  |  | Francesco I Gonzaga |  |  | Ludovico II Gonzaga |  |
|                                |                           |                                    |                                    |  |  |       |  |  | Francesco I Gonzaga |  |  | Ludovico II Gonzaga |  |
|                                |                           | Alda d'Este                        |                                    |  |  |       |  |  | Francesco I Gonzaga |  |  |                     |  |
| Gianfrancesco Gonzaga          |                           |                                    |                                    |  |  |       |  |  | Francesco I Gonzaga |  |  |                     |  |
|                                |                           | Margherita Malatesta               | Galeotto I Malatesta               |  |  |       |  |  |                     |  |  |                     |  |
|                                |                           | Margherita Malatesta               | Galeotto I Malatesta               |  |  |       |  |  |                     |  |  |                     |  |
|                                |                           | Margherita Malatesta               | Gentile da Varano                  |  |  |       |  |  |                     |  |  |                     |  |
| Ludovico II Gonzaga            |                           | Margherita Malatesta               |                                    |  |  |       |  |  |                     |  |  |                     |  |
|                                |                           | Malatesta IV Malatesta             | Pandolfo II Malatesta              |  |  |       |  |  |                     |  |  |                     |  |
|                                |                           | Malatesta IV Malatesta             | Pandolfo II Malatesta              |  |  |       |  |  |                     |  |  |                     |  |
|                                |                           | Malatesta IV Malatesta             | Paola Orsini                       |  |  |       |  |  |                     |  |  |                     |  |
| Paola Malatesta                |                           | Malatesta IV Malatesta             |                                    |  |  |       |  |  |                     |  |  |                     |  |
|                                |                           | Elisabetta da Varano               | Rodolfo II Da Varano               |  |  |       |  |  |                     |  |  |                     |  |
|                                |                           | Elisabetta da Varano               | Rodolfo II Da Varano               |  |  |       |  |  |                     |  |  |                     |  |
|                                |                           | Elisabetta da Varano               | Camilla Chiavelli                  |  |  |       |  |  |                     |  |  |                     |  |
| Barbara Gonzaga                |                           | Elisabetta da Varano               |                                    |  |  |       |  |  |                     |  |  |                     |  |
|                                | Federico I di Brandeburgo | Federico V di Norimberga           |                                    |  |  |       |  |  |                     |  |  |                     |  |
|                                | Federico I di Brandeburgo | Federico V di Norimberga           |                                    |  |  |       |  |  |                     |  |  |                     |  |
|                                | Federico I di Brandeburgo | Elisabetta di Meißen               |                                    |  |  |       |  |  |                     |  |  |                     |  |
| Giovanni l'Alchimista          | Federico I di Brandeburgo |                                    |                                    |  |  |       |  |  |                     |  |  |                     |  |
|                                |                           | Elisabetta di Baviera-Landshut     | Federico di Baviera-Landshut       |  |  |       |  |  |                     |  |  |                     |  |
|                                |                           | Elisabetta di Baviera-Landshut     | Federico di Baviera-Landshut       |  |  |       |  |  |                     |  |  |                     |  |
|                                |                           | Elisabetta di Baviera-Landshut     | Maddalena Visconti                 |  |  |       |  |  |                     |  |  |                     |  |
| Barbara di Brandeburgo         |                           | Elisabetta di Baviera-Landshut     |                                    |  |  |       |  |  |                     |  |  |                     |  |
|                                |                           | Rodolfo III di Sassonia-Wittenberg | Venceslao I di Sassonia-Wittenberg |  |  |       |  |  |                     |  |  |                     |  |
|                                |                           | Rodolfo III di Sassonia-Wittenberg | Venceslao I di Sassonia-Wittenberg |  |  |       |  |  |                     |  |  |                     |  |
|                                |                           | Rodolfo III di Sassonia-Wittenberg | Cecilia da Carrara                 |  |  |       |  |  |                     |  |  |                     |  |
| Barbara di Sassonia-Wittenberg |                           | Rodolfo III di Sassonia-Wittenberg |                                    |  |  |       |  |  |                     |  |  |                     |  |
|                                |                           | Barbara di Legnica                 | Rupert I di Legnica                |  |  |       |  |  |                     |  |  |                     |  |
|                                |                           | Barbara di Legnica                 | Rupert I di Legnica                |  |  |       |  |  |                     |  |  |                     |  |
|                                |                           | Barbara di Legnica                 | Edvige di Sagan                    |  |  |       |  |  |                     |  |  |                     |  |
|                                |                           | Barbara di Legnica                 |                                    |  |  |       |  |  |                     |  |  |                     |  |